# André Darrigade
André Darrigade, nacido el 24 de abril de 1929 en Narrosse cerca de Dax en Landas, es un ciclista francés ya retirado. Profesional de 1951 a 1966, ha gando el Campeonato mundial de ciclismo en ruta en 1959. También ganó 22 etapas del Tour de Francia, y el Giro de Lombardía en 1956.

## Biografía
Darrigade consiguió sus primeros galones en el ciclismo en el Velódromo de Hiver en París batiendo en los Seis Días de París al futuro campeón del mundo del sprint, Antonio Maspes. Participó en catorce Tour de Francia, con 22 etapas ganadas, portando tres veces el maillot amarillo, y ganando en dos ocasiones el maillot verde.
Fue campeón de Francia en ruta en 1955, vencedor del Giro de Lombardía en 1956, ganador de los Seis Días de París en 1957 y 1958 con Jacques Anquetil y Terruzzi, y campeón del mundo en ruta en Zandvoort en 1959. 
En el Tour de Francia 1956, en la etapa Luchon-Toulouse, un pinchazo seguido de una discusión con el director técnico de la selección de Francia (Marcel Bidot) lo privó de la victoria de esa edición.
Un drama le iba a marcar de por vida: En el Parque de los Príncipes en 1958, durante el sprint final, golpeó el jardinero del parque, el cual murió varios días después.

## Palmarés
| 1951 - Burdeos-Saintes 1952 - 1 etapa de la París-Saint-Étienne - 1 etapa del Tour de Argelia - 1 etapa de la París-Niza 1953 - 1 etapa del Tour de Francia 1954 - Tour de Picardie, más 1 etapa 1955 - Campeonato de Francia en Ruta - 1 etapa del Tour de Francia - Gran Premio de l'Écho d'Alger - 1 etapa de los Tres Días de Amberes 1956 - Giro de Lombardía - Trofeo Baracchi (con Rolf Graf) - 1 etapa del Tour de Francia y Premio de la Combatividad 1957 - 4 etapas del Tour de Francia - 1 etapa del Tour de Romandía - 3.º en el Campeonato Mundial en Ruta 1958 - 1 etapa de los Cuatro Días de Dunkerque - 5 etapas del Tour de Francia - 3.º en el Campeonato Mundial en Ruta | 1959 - Campeonato Mundial en Ruta - 2 etapas del Tour de Francia, más clasificación por puntos - Critérium nacional 1960 - 2 etapas del Tour de Romandía - 1 etapa del Tour de Francia - 1 etapa del Giro de Italia - 1 etapa de la París-Niza - 2.º en el Campeonato Mundial en Ruta - 3º en el Campeonato de Francia en Ruta 1961 - 4 etapas del Tour de Francia, más clasificación por puntos - 1 etapa de la Dauphiné Libéré - 1 etapa de la París-Niza 1962 - 1 etapa del Tour de Francia - 1 etapa de la Dauphiné Libéré - 1 etapa de la Vuelta al Levante 1963 - 1 etapa del Tour de Francia - 1 etapa de la París-Niza 1964 - Génova-Niza - 1 etapa del Tour de Francia - 1 etapa de la París-Niza - 1 etapa de la Dauphiné Libéré |

## Resultados en las grandes vueltas
| Carrera         | 1951 | 1952 | 1953 | 1954 | 1955 | 1956 | 1957 | 1958 | 1959 | 1960  | 1961 | 1962 | 1963 | 1964 | 1965 | 1966 |
| --------------- | ---- | ---- | ---- | ---- | ---- | ---- | ---- | ---- | ---- | ----- | ---- | ---- | ---- | ---- | ---- | ---- |
| Giro de Italia  | -    | -    | -    | -    | -    | -    | -    | -    | 42.º | 64.º  | -    | -    | -    | -    | -    | -    |
| Tour de Francia | -    | -    | 37º  | 49.º | 49.º | 16.º | 27.º | 21.º | 16.º | 16..º | 32.º | 21.º | Ab.  | 66.º | 93.º | 62.º |
| Vuelta a España | X    | X    | X    | X    | -    | -    | -    | -    | -    | -     | -    | -    | -    | -    | -    | -    |
| Mundial en Ruta | -    | -    | 17.º | -    | -    | 13º  | 3.º  | 3.º  | 1.º  | 2.º   | -    | 16.º | 4.º  | -    | -    | -    |